# Vaudrimesnil
Vaudrimesnil è un comune francese di 423 abitanti situato nel dipartimento della Manica nella regione della Normandia.
Fa parte del cantone di Saint-Sauveur-Lendelin nella circoscrizione (arrondissement) di Coutances.

## Società

### Evoluzione demografica
Abitanti censiti